# Новокургатайське сільське поселення
Но́вокургата́йське сільське поселення (рос. Новокургатайское сельское поселение) — сільське поселення у складі Акшинського району Забайкальського краю Росії.
Адміністративний центр — село Новокургатай.

## Населення
Населення сільського поселення становить 664 особи (2019; 787 у 2010, 959 у 2002).

## Склад
До складу сільського поселення входять:
| Населений пункт      | Населення, осіб (2002) | Населення, осіб (2010) |
| -------------------- | ---------------------- | ---------------------- |
| Новокозачинськ, село | 182                    | 147                    |
| Новокургатай, село   | 777                    | 640                    |